# حسين بن أبي سروال
حسين بن علي بن الحسين بن محمد بن أبي سِروَال أو سَردال الهَجَري الأوالي (؟ - ق. 956 هـ) (؟ - ق. 1550 هـ) فقيه جعفري أحسائي من أهل القرن العاشر الهجري/ السادس عشر الميلادي. ولد في الأحساء في أيام الإمارة الجبرية ونشأ بها. هاجر إلى البحرين واستوطنها. كان من تلامذة المحقق الكركي وله منه الأجازة في الرواية، ومن تلاميذه والمجازين منه هو شمس الدين محمد بن إبراهيم النجار. سنة ميلاده ووفاته غير معلومة، ويعد من علماء القرن العاشر الهجري، فقد فرغ من تأليف الأعلام الجلية في شرح الألفية في 1543 وتاريخ إجازته لتلميذه محمد بن إبراهيم النجار في في 1549. له أيضًا الكواكب الدرية في شرح الرسالة النجمية، في علم الكلام. 

## سيرته
هو حسين بن علي بن الحسين بن محمد بن أبي سِروَال أو سَردال الهَجَري الأوالي. ولد في الأحساء في أيام الإمارة الجبرية ونشأ بها في سنة غير معلومة. هاجر إلى البحرين واستوطنها. 

كان من تلامذة المحقق الكركي وله منه الأجازة في الرواية، ومن تلاميذه والمجازين منه هو شمس الدين محمد بن إبراهيم النجار.
قال هاشم محمد الشخص عن سيرته «ويظهر أنه عاش مدة لا بأس بها في إيران في ظل الدولة الصفوية التي كانت تستقطب كبار علماء الشيعة وتشجعهم للرحيل إلى إيران لدعم وجود التشيع ولشغل بعض المناصب المهمة في الدولة، بقرينة وجود بعض آثاره ومؤلفاته فيها.»

عاد إلى البحرين في دواخر أيامه، وتوفي بعد سنة 956 هـ. 

ذكره الحر العاملي في أمل الأمل ومحسن الأمين في أعيان الشيعة وقال أنه كان حيًا في 956 هـ/ 1549 وقد ذكر اطلاعه على نسخ من بعض مؤلفاته.

## مؤلفاته
- الأعلام الجليّة في شرح الألفية، في الفقه، فرغ منه سنة 950 هـ. توجد منه نسخة ناقصة بخطه في مكتبة الإمام الرضا بمشهد.
- الكواكب الدرية في شرح الرسالة النجمية، في علم الكلام، فرغ منه سنة 947 هـ، والنسخة بخطه موجودة في مكتبة الإمام رضا
- شرح واجب الاعتقاد على جميع العباد، للحلي،
- مسائل الصلاة لأستاذه الكركي